# Patrick Sommer
Patrick Sommer (* 15. September 1970 in Georgsmarienhütte) ist ein deutscher Redakteur, Moderator und Nachrichtensprecher.

## Radio
Seine Radiokarriere startete Patrick Sommer nach einer kaufmännischen Ausbildung, 1997 beim niedersächsischen Hörfunksender osradio 104,8. Bis 2007 arbeitete er hier im Bereich Organisation und Redaktion sowie Moderation. 2007 ging er nach Baden-Württemberg, um beim Hörfunksender Die neue Welle in der Nachrichtenredaktion zu arbeiten. Ab Oktober 2009 wurde er dort als Chef vom Dienst beschäftigt. Von 2011 bis 2013 präsentierte er die Weltnachrichten beim Fernsehsender Baden TV. 2013 wurde er in der Kategorie „Information“ für den LFK Medienpreis der Landesanstalt für Kommunikation Baden-Württemberg nominiert, mit einem Beitrag über den Luftangriff auf Pforzheim am 23. Februar 1945. 2014 übernahm er für den Hörfunksender Radio 7 die Studioleitung in Aalen.